# 아나 프로이트
아나 프로이트 CBE(영어·독일어: Anna Freud CBE, 1895년 12월 3일~1982년 10월 9일)는 영국의 정신분석학자, 아동심리학자이다. 오스트리아계 영국인으로 정신분석학의 창시자인 지그문트 프로이트의 막내딸이다. 초등학교 교사를 하다가 아버지로부터 정신분석학을 배워 정신분석학자가 되었고 정신분석학과 아동심리학에 큰 영향을 미쳤다. 멜라니 클라인과 함께 정신분석적 아동 정신분석의 선구자이다.
에릭 에릭슨을 정신분석학에 입문하도록 도왔고 그에게 많은 영향을 주었다. 아버지의 제자이자 학문적 동지였으며, 아버지의 말년에 간호사와 비서 노릇을 하기도 했다. 그녀는 결혼하지 않고 평생 독신으로 살다가 1982년 세상을 떠났다.
교육학, 가족법 등의 분야에 영향을 끼쳤으며 이 공로를 인정받아 1967년 대영제국훈작사(CBE)를 받았다. 이외에도 1975년에는 빈 대학교에서 명예석사학위를, 1981년에는 독일 프랑크푸르트대학의 괴테연구소에서 박사학위를 받았고, 괴테문학상 등을 수상하였다.

## 생애와 업적
아나 프로이트는 1895년 12월 3일 오스트리아-헝가리 제국의 빈에서 태어났다. 그녀는 빈에 있는 여자들을 위한 중등학교인 코티지 라이세움에 입학했고 대부분의 과목에서 좋은 성적을 거두었다. 아나는 아버지 지그문트 프로이트의 가정을 방문하는 외국인들을 보며 아버지를 본받기 위해 다른 언어에 능숙해져야겠다고 생각했고 이후 영어와 프랑스어, 약간의 기초적인 이탈리아어를 습득했다. 라이세움에서 겪은 긍정적인 경험은 그녀가 교사의 진로를 선택하는데 영향을 주었다.
1912년 라이세움을 떠난 후, 이탈리아에서 몇 달 동안 긴 휴가를 보냈다. 이것은, 한 기간 동안, 미래에 대한 자기 회의, 불안, 그리고 불확실성의 시간임이 증명되었다. 자신이 글을 읽기 시작한 아버지와 서신 교환으로 이러한 우려를 공유했다. 1913년 봄, 그는 그녀와 함께 베로나, 베네치아, 트리에스테를 여행했다.
1922년 아나는 빈 정신분석학회에 자신의 논문 '구타와 환상'를 제출하고 회원이 되었다. 1923년, 그녀는 아이들과 함께 정신분석 실습을 시작했고, 1925년까지 빈 정신분석 연구소에서 아동분석 기술을 가르치고 있었다.
1925년부터 1934년까지 국제정신분석학회의 사무총장을 역임했으며, 아동분석실습을 계속하고 세미나 및 학술회의에 참여했다. 1935년, 그녀는 빈 정신분석 연구소의 소장이 되었고, 이듬해 "자아가 우울증, 불쾌감, 불안감을 피하는 방법과 방법"에 대한 영향력 있는 연구인 "자아와 방어 메커니즘"을 출판했다. 그것은 자아심리학의 창시자가 되었고, 선구적인 이론가로서의 프로이트의 명성을 확립시켰다.
1938년 나치 독일이 오스트리아를 점령한 후 프로이트 가족은 국제정신분석학회 활동에 대해 심문받기 위해 게슈타포 본부로 끌려갔다. 지그문트의 아들들 중 한 명인 장마르틴(독일어: Jean-Martin)은 가족의 주치의인 막스 슈어로부터 고문이나 구금에 직면할 경우 가족들이 자살하기에 충분한 양의 베로날(독일어: Veronal)을 아버지 몰래 얻었다. 하지만 가족들은 심문 과정을 견뎌냈고 집으로 돌아왔다.
아버지가 빈을 떠날 긴급한 필요를 마지못해 받아들인 후, 그녀는 당시 국제정신분석협회 회장이었던 어니스트 존스와 연락하여 가족을 위한 복잡한 이민 절차를 조직하기 시작했고, 결국 런던에 그들의 새로운 집을 마련하게 되었다.
전쟁 기간 동안 아나 프로이트는 멜라니 클라인과 지적 논쟁을 벌이기도 했다. 1920년대로 거슬러 올라가는 그들의 의견 불일치는 초자아의 기원 이론과 오이디팔 이전의 아이에 대한 결과적인 임상적 접근에 초점을 맞추었다. 아나 프로이트는 오이디팔 단계에서 적절한 수준의 자아 발달에 도달할 때까지 아이에 대한 교육적 개입을 제안하면서 그러한 동등성에 반대했다. 클라인은 이것을 아이와의 분석적 작업의 유착적 억제라고 생각했다.
BPS의 대표인 어니스트 존스는 분쟁 해소를 목적으로 여러 차례의 "특별한 사업 회의"를 주재했으며, 이러한 회의들은 전쟁 기간 동안 계속되었다. 논쟁의 여지가 있는 토론으로 알려지게 된 그 회의는 1942년부터 더 정기적으로 설립되었다. 1944년 마침내 타협안이 등장하여 평행한 훈련 과정을 설립하였고, 이때까지 프로이트와 클라인의 추종자들뿐만 아니라 비동맹적인 중간 또는 독립 그룹 분석가들이 포함된 경쟁 그룹들의 우려를 충족시킬 수 있는 선택권을 제공하였다. BPS의 모든 핵심 정책 결정 위원회에는 3개 그룹의 대표가 있어야 한다는 데 추가로 합의되었다.

## 저서
- 《5세 이전 아이의 성본능이 평생을 좌우한다》, 열린책들, ISBN 89-329-0265-8
- 《자아와 방어 메커니즘》 1936년
- 《전쟁기 아동》 1942년
- 《가족 없는 유아들》 1944년
- 《아동기의 정상성과 병리학》 1965년[2]

## 같이 보기
- 에릭 에릭슨